# Reilhanette
Reilhanette település Franciaországban, Drôme megyében. Lakosainak száma 120 fő (2022. január 1.). Reilhanette Montbrun-les-Bains, Aurel, Brantes és Savoillan községekkel határos.

## Népesség
A település népessége az elmúlt években az alábbi módon változott:
| Lakosok száma | 101  | 114  | 130  | 144  | 134  | 145  | 144  | 146  | 146  | 120  |
|               | 1968 | 1982 | 1990 | 2006 | 2013 | 2015 | 2017 | 2019 | 2020 | 2022 |